# Scobinancistrus
Scobinancistrus – rodzaj słodkowodnych ryb sumokształtnych z rodziny zbrojnikowatych (Loricariidae), utworzony przez Isbrückera i Nijssena w 1989.

## Zasięg występowania
Ameryka Południowa: dorzecza Xingu, Tocantins i Tapajós w Brazylii.

## Klasyfikacja
Gatunki zaliczane do tego rodzaju:
- Scobinancistrus aureatus
- Scobinancistrus pariolispos

Gatunkiem typowym jest Scobinancistrus pariolispos.